# Gairebé pertot
En anàlisi matemàtica, i més específicament en teoria de la mesura, es diu que una propietat es compleix gairebé pertot si el conjunt d'elements per als quals no es compleix la propietat és en certa manera negligible; en termes tècnics, quan és un conjunt de mesura nul·la (Halmos 1974).
En parlar de conjunts de nombres reals, se suposa que es considera la mesura de Lebesgue (llevat que es manifesti explícitament una altra cosa).
Per exemple, el teorema de Lebesgue afirma que una funció real f, fitada sobre un interval compacte de R, és integrable Riemann si i només si és contínua gairebé pertot. Això significa que el conjunt dels punts on f no és contínua és de mesura nul·la.
En l'àmbit de la probabilitat, se substitueix el terme gairebé pertot per gairebé segurament.
A vegades s'abreuja el terme gairebé pertot amb les inicials, q.p.
Hi ha autors que utilitzen el terme quasi en lloc de gairebé; d'altres, arreu en lloc de pertot.

## Propietats
- Si f : R --> R és una funció integrable de Lebesgue i f(x) ≥ 0 gairebé pertot, llavors

{\displaystyle \int _{a}^{b}f(x)\,dx\geq 0}
per a tots els nombres reals a < b.
- Si f : [a, b ] --> R és una funció monòtona, llavors f és derivable gairebé pertot.

- Si f : R --> R és mesurable Lebesgue i

{\displaystyle \int _{a}^{b}|f(x)|\,dx<\infty }
per a tots els nombres reals a < b, llavors existeix un conjunt E (dependent de f) tal que, si x pertany a E, la mesura de Lebesgue
{\displaystyle {\frac {1}{2\epsilon }}\int _{x-\epsilon }^{x+\epsilon }f(t)\,dt}
convergeix a f(x) quan {\displaystyle \epsilon } tendeix a zero. El conjunt E s'anomena el conjunt de Lebesgue de f. Es pot demostrar que el seu complementari té mesura zero. En altres paraules, la mesura de Lebesgue de f convergeix a f gairebé pertot.
- Si f (x, y) és mesurable Borel en R² llavors gairebé per a tot x, la funció y -->f (x, y) és mesurable Borel.

- Una funció fitada f : [a, b ] --> R és integrable Riemann si i només si és contínua gairebé pertot.

## Definició fent servir ultrafiltres
Fora del context de l'anàlisi real, la idea d'una propietat vertadera gairebé pertot a vegades es defineix en termes d'un ultrafiltre. Un ultrafiltre en un conjunt X és una col·lecció màxima F de subconjunts de X tal que:
1. Si U ∈ F i U ⊆ V llavors V ∈ F.
2. La intersecció de dos conjunts qualssevol en F pertany a F.
3. El conjunt buit no pertany a F.

Una propietat dels punts de X es compleix gairebé pertot, respecte d'un ultrafiltre F, si el conjunt de punts per als X es compleix pertany a F.
Per exemple, una construcció del sistema de nombres hiperreals defineix un nombre hiperreal com la classe d'equivalència de les successions que són iguals gairebé pertot tal com es defineixen per un ultrafiltre.
La definició de gairebé pertot en termes d'ultrafiltres està relacionada amb la definició en termes de mesures, perquè cada ultrafiltre defineix una mesura finita additiva que pren només els valors 0 i 1, on un conjunt té mesura 1 si i només si està inclòs en l'ultrafiltre.